# Коноплёв, Борис Всеволодович
Бори́с Все́володович Коноплёв (27 июля 1919, село Быстрый Исток Бийский уезд Алтайская губерния, — 3 декабря 2008, Пермь) — советский партийный, государственный деятель, первый секретарь Пермского обкома КПСС в 1972–1988, председатель Пермского облисполкома в 1962–1972 годах.

## Биография
Родился в селе Быстрый Исток на Алтае в семье служащего, русский. Отец — заведующий магазином в системе потребительской кооперации, мать — учительница.
В 1935 году, окончив среднюю школу, поступил учиться в Пермский авиационный техникум. В 1939 году окончил курс обучения по специальности «Производство цветного литья».
После окончания техникума в течение десяти лет работал на карбюраторном заводе им. М. И. Калинина в городе Пермь технологом, контрольным мастером, старшим мастером, начальником цеха. Член КПСС с 1945 года. С 1947 заместитель секретаря парткома завода, заведующий отделом, секретарь, второй, первый секретарь райкома партии, председатель райисполкома.
В 1949 году окончил исторический факультет Университета марксизма-ленинизма (УМЛ).
В 1952 году назначен парторгом ЦК ВКП(б) КамГЭСстроя (Пермь).
- 1953—1954 — второй секретарь Пермского горкома КПСС;
- 1954—1960 — первый секретарь Пермского горкома КПСС;
- 1960—1962 — второй секретарь Пермского обкома КПСС;
- 1962—1964 — председатель исполкома Пермского областного (промышленного) Совета депутатов трудящихся;
- 1964—1972 — председатель исполкома Пермского областного Совета депутатов трудящихся;
- 1972—1988 — первый секретарь Пермского обкома КПСС.

В марте 1965 года участвовал в организации спасательной операции экипажа космического корабля «Восход-2», присутствовал на месте посадки.
Член ЦК КПСС в 1976—1989 годах. Депутат Совета Союза Верховного Совета СССР (1966—1989) от Пермской области.
В 1988 году вышел на пенсию.
Б. В. Коноплёву принадлежит большая роль в создании послевоенной многоотраслевой глубоко диверсифицированной и наукоёмкой структуры экономики Перми и региона (высокоразвитое машиностроение, оптовая электрогенерация, большая химия, экспортные газопроводы, нефтедобыча и переработка, ракетно-космическое производство, металлургия и другие): по наукоёмкому машино- и приборостроению миллионная Пермь вошла в первую десятку научно-промышленных центров Советского Союза.
В последние годы жизни вёл активную общественную деятельность, пользуясь большим авторитетом у руководителей властных структур, промышленных предприятий как регионального, так и федерального уровней.
Автор ряда книг и статей на общественно-политические темы. В 2002 году прошла презентация первого издания книги Б. В. Коноплёва «Убеждений своих не меняю».
Скончался 3 декабря 2008 года. Похоронен в Перми.

## Государственные награды
- Три Ордена Ленина.
- Два Ордена Трудового Красного Знамени.
- Орден Красной звезды,
- Почетный гражданин Пермской области (1997)[2].

## Память
- 23 июля 2009 года открыта памятная мемориальная доска[8][9].
- 12 ноября 2010 года в Перми на Комсомольском проспекте открыт памятник Б. В. Коноплёву[9][10][11].
- 23 мая 2019 года принято решение назвать одну из новых улиц города Перми в честь Б. В. Коноплёва, его дочь Ольга дала на это своё согласие[9][12][13].